# Сонне, Оливер
О́ливер Со́нне (дат. Oliver Sonne; род. 10 ноября 2000, Karlslunde, Роскилле) — перуанский и датский футболист, защитник клуба «Бернли» и сборной Перу.
Сонне — племянник датской супермодели и фотографа Хелены Кристенсен. Помимо футбола, Сонне также работал фотомоделью, как и его тетя.

## Клубная карьера
Сонне — воспитанник клубов «Эйби», «Кёге Норд», «Копенгаген» и «ХБ Кёге». 25 августа 2019 года в матче против «Фремад Амагер» он дебютировал в Первом дивизионе Дании. 9 апреля 2021 года в поединке против «Хельсингёра» Оливер забил свой первый гол за «ХБ Кёге». Летом того же года Сонне перешёл в «Силькеборг». 29 августа в матче против «Раннерс» он дебютировал в датской Суперлиги. 18 сентября 2022 года в поединке против «Раннерс» Оливер забил свой первый гол за «Силькеборг».